# Alexandre-Ferdinand-Léonce Lapostolle

Trattato sul modo di preservare le abitazioni dal fulmine e le campagne dalla grandine, 1821

Alexandre-Ferdinand-Léonce Lapostolle (* 21. Dezember 1749 in Maubeuge; † 19. Dezember 1830) war ein französischer Chemiker.
Verwaist im Alter von zwölf besuchte er die Hochschule seiner Heimatstadt. Er machte eine zweijährige Lehre bei einem lokalen Apotheker und ging dann nach Paris, wo er Schüler der Apotheker Mege und Antoine Cadet de Vaux war. Er studierte Physik und Chemie bei Rouelle, Baume, Macquer und Sage. Dabei verbrachte er wegen enttäuschter Liebe eine Weile im Kartäuserkloster in Moulins in Bourbonnais. 
Auf Anraten seines Herrn ging er im März 1773 nach Amiens, begann mit Empfehlungsschreiben von Pariser Gelehrten beim Apotheker Vallot und heiratete dessen Tochter. Ab 1777 hielt er Vorlesungen über Chemie und Naturwissenschaften und wurde einige Jahre später Professor für Chemie an der Medizinschule in Amiens. 
Er gewann Wasserstoff und Steinöl aus der Destillation von Steinkohle, berichtete darüber am 24. Januar 1784 des Journal de Paris und machte sich damit in der Aeronautik verdient. 
Er beschäftigte sich auch mit Blitzableitern und schlug um 1821 Strohseile vor, was aber auf Ablehnung stieß. 